# Santuario 2.ª Sección (Jalpa de Méndez)
Santuario 2.ª Sección es una ranchería del municipio de Jalpa de Méndez ubicado en la subregión centro del estado mexicano de Tabasco.

## Geografía
La localidad de Santuario 2.ª Sección se sitúa en las coordenadas geográficas 18°11′57″N 93°02′07″O / 18.199167, -93.035278, a una elevación de 20 metros sobre el nivel del mar.

## Demografía
Según el Conteo de Población y Vivienda 2020, efectuado por el Instituto Nacional de Estadística y Geografía, la localidad de Santuario 2.ª Sección tiene 974 habitantes, de los cuales 482 son del sexo masculino y 492 del sexo femenino. Su tasa de fecundidad es de 2.33 hijos por mujer y tiene 262 viviendas particulares habitadas.
| Gráfica de evolución demográfica de Santuario 2.ª Sección entre 1970 y 2020 |
|                                                                             |
| INEGI.                                                                      |